# Mario Mandžukić

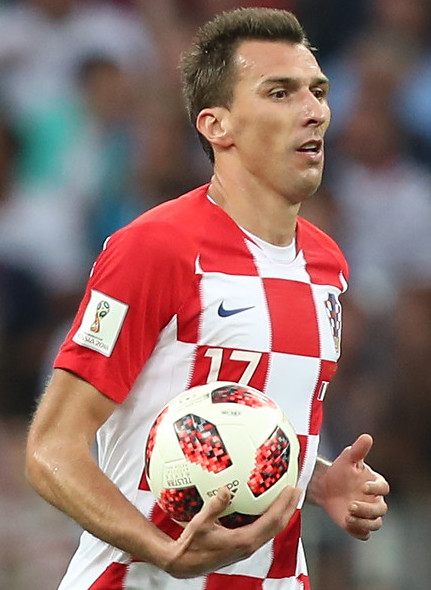

Mario Mandžukić (* 21. května 1986, Slavonski Brod, SFR Jugoslávie) je asistentem trenéra Chorvatské fotbalové reprezentace a bývalý chorvatský fotbalový útočník a reprezentant. Je stříbrným medailistou z Mistrovství světa 2018 a bronzový z Mistrovství světa 2022 (jako trenér).
Mimo Chorvatsko působil na klubové úrovni v Německu, Španělsku, Itálii a Kataru.

## Klubová kariéra
Mario se s rodiči přestěhoval do Německa v roce 1992 a zde začal svou fotbalovou kariéru v německém klubu TSF Ditzingen.

### Dinamo Záhřeb
Za Dinamo Záhřeb nastoupil v letech 2007–2010 celkem v 81 ligových zápasech a nastřílel 42 gólů. Pomohl tak udržet šňůru vítězných sezón, v nichž Dinamo získalo chorvatský titul (radoval se ze zisku v každém ročníku během svého angažmá v Dinamu). V sezóně 2009/10 dal 14 gólů během 24 zápasů.

### VfL Wolfsburg
14. července 2010 přestoupil z Dinama Záhřeb za odhadovanou částku 7 až 8 milionů eur do německého klubu VfL Wolfsburg, kde podepsal čtyřletou smlouvu. Po svém příchodu hrál v první polovině sezóny 2010/11 sice pravidelně, ale většinou nastupoval jako střídající hráč. Trenér Steve McClaren preferoval hru na jednoho útočníka, kterým byl Edin Džeko a Mandžukiće využíval na pozici levého záložníka. Po odchodu Džeka do Manchesteru City jej nový trenér Felix Magath vrátil na jeho primární post hrotového útočníka. V posledních sedmi utkáních sezóny nastřílel celkem 8 gólů, čímž výrazně přispěl k záchraně klubu v Bundeslize (Wolfsburg skončil na 15. místě a vyhl se tak baráži, kterou hraje 16. tým tabulky). Ve své druhé sezóně 2011/12 se stal s 12 góly nejlepším střelcem Wolfsburgu, jenž skončil tentokrát na osmé příčce.

### Bayern Mnichov
V červnu 2012 i díky povedeným výkonům na EURU 2012 přestoupil do bavorského velkoklubu Bayern Mnichov, kde nahradil svého krajana Ivicu Oliće, jenž zamířil opačným směrem – do Wolfsburgu. Přestupová částka nebyla zveřejněna. Za Bayern debutoval v přátelském utkání s čínským klubem Peking Guoan a v 79. minutě vstřelil gól na průběžných 5:0 (Bayern zvítězil nakonec 6:0). 12. srpna 2012 skóroval poprvé v oficiálním zápase. Šlo o předsezónní utkání německého Superpoháru proti Borussii Dortmund, které Bayern vyhrál 2:1. Mandžukić se prosadil v 6. minutě. Bayern získal v této soutěži pátou trofej. Mandžukić začal dostávat pravidelně příležitost i v Bundeslize často na úkor jiného kvalitního útočníka se shodným křestním jménem – Maria Gómeze. Hned v 1. kole Bundesligy vstřelil gól proti SpVgg Greuther Fürth a podílel se tak na výhře 3:0. S klubem slavil v sezóně zisk ligového titulu již 6 kol před koncem soutěže, ve 28. kole německé Bundesligy.
19. února 2013 dal jeden ze tří gólů Bayernu v prvním utkání osmifinále Ligy mistrů 2012/13 proti domácímu Arsenalu (výhra 3:1). V odvetném zápase čtvrtfinále 10. dubna 2013 proti italskému Juventusu vstřelil gól, utkání skončilo výhrou 2:0 pro německý tým, jenž postoupil do semifinále (doma vyhrál taktéž 2:0). V prvním zápase semifinále 23. dubna 2013 nebyl kvůli karetnímu trestu u výhry 4:0 nad dosud suverénní Barcelonou, místo něj nastoupil Mario Gómez. V odvetě 1. května už mohl nastoupit a svým výkonem na hřišti pomohl k výhře, Bayern zvítězil na Camp Nou 3:0 a suverénním způsobem postoupil do finále proti Borussii Dortmund. V něm 25. května ve Wembley vstřelil po přihrávce Arjena Robbena první gól. Bayern zvítězil 2:1 a získal nejprestižnější pohár v evropském fotbale. Ve finále DFB-Pokalu 1. června 2013 porazil Bayern VfB Stuttgart 3:2 a získal tak treble (tzn. vyhrál dvě hlavní domácí soutěže plus titul v Lize mistrů resp. PMEZ) jako sedmý evropský klub v historii. Mandžukić střídal v 62. minutě Gómeze.
5. listopadu 2013 vstřelil vítězný gól v utkání Ligy mistrů 2013/14 proti českému šampionovi FC Viktoria Plzeň a zařídil tak hubené vítězství 1:0. Bayern si zároveň zajistil postup do osmifinále soutěže. S Bayernem vyhrál v prosinci 2013 i Mistrovství světa klubů v Maroku, kde Bayern porazil ve finále domácí tým Raja Casablanca 2:0. Nicméně v sezoně 2013/14 byl v systému trenéra Pepa Guardioly často náhradníkem, proto po jejím skončení chtěl z Bayernu odejít. Nadšený nebyl ani z příchodu konkurenta, Poláka Roberta Lewandowského, nejlepšího střelce Bundesligy sezony 2013/14.

### Atlético Madrid
9. července 2014 potvrdil sportovní ředitel Bayernu Matthias Sammer, že Mandžukić přestoupí do španělského Atlética Madrid zhruba za 22 miliónů eur (600 miliónů korun). Podepsal zde čtyřletou smlouvu. V srpnu 2014 vyhrál svou první trofej s Atléticem, superpohár Supercopa de España. Ve druhém zápase superpoháru proti Realu Madrid vstřelil vítězný gól. 26. listopadu 2014 vstřelil hattrick v Lize mistrů UEFA 2014/15 proti Olympiakosu Pireus, svůj první v dresu Atlética.

### Juventus FC
22. června 2015 byl potvrzen jeho odchod do italského Juventusu. Ten za něj zaplatil 19 miliónů eur a chorvatský střelec podepsal čtyřletý kontrakt.
Mandžukić debutoval 8. srpna 2015 v utkání o italský superpohár (Supercoppa italiana) v čínském městě Šanghaj, ve kterém otevřel skóre na 1:0 a spolu s dalším debutantem Paulem Dybalou zařídil vítězství 2:0 proti Laziu.
Na konci října 2017 sehrál venkovní remízové utkání proti Sportingu (1:1) a toto klání Ligy mistrů bylo jeho 100. utkáním za Juventus napříč všemi soutěžemi.
Svůj první gól v sezoně 2018/2019 vstřelil ve 2.kole proti Laziu jako druhý gól svého týmu. Proti Udinese v lize 6. října 2018 odehrál svůj 100. zápas v italské Serii A a podílel se na gólové akci, kterou zakončil Cristiano Ronaldo, čímž Juventus vyhrál 2:0.

### Al-Duhajl
Na jaře roku 2020 působil v katarském Al-Duhajl, s tím ale začátkem července ukončil předčasně smlouvu. V katarské lize se sice gólově neprosadil, góly však zaznamenal v asijské Lize mistrů AFC.

## Reprezentační kariéra
Reprezentoval Chorvatsko v mládežnických kategoriích.
Za chorvatský národní A-tým debutoval 17. listopadu 2007 v kvalifikačním utkání proti domácí Makedonii. Šel do hry ve 42. minutě za stavu 0:0, nicméně Chorvaté tento zápas prohráli 0:2.
19. listopadu 2013 vstřelil vítězný gól v odvetném barážovém utkání proti hostujícímu Islandu a podílel se tak na výhře 2:0. Na konci poločasu byl však za nebezpečnou hru vyloučen. Chorvatsko si i díky remíze 0:0 z prvního utkání baráže na Islandu zajistilo postup na Mistrovství světa ve fotbale 2014 v Brazílii.

### EURO 2012
Zúčastnil se EURA 2012 konaného v Polsku a na Ukrajině, kde Chorvatsko skončilo se 4 body na nepostupovém třetím místě v základní skupině C za prvním Španělskem a druhou Itálií. Mario vstřelil dva góly 10. června proti Irsku (konečná výhra 3:1) a 14. června zařídil remízu 1:1 s Itálií. 18. června se proti Španělsku neprosadil, soupeř z Pyrenejského poloostrova zvítězil 1:0. Se třemi vstřelenými brankami byl v šestici nejlepších střelců šampionátu (mimo něj ještě Mario Gómez, Mario Balotelli, Cristiano Ronaldo, Alan Dzagojev, Fernando Torres).

### Mistrovství světa 2014
Trenér Niko Kovač jej vzal na Mistrovství světa 2014 v Brazílii, kam Chorvatsko postoupilo z evropské baráže proti Islandu. V prvním utkání Chorvatska proti Brazílii v základní skupině A (porážka 1:3) Mandžukić nenastoupil kvůli karetnímu trestu, který se mu přenesl z baráže. Ve druhém zápase proti Kamerunu vstřelil dva góly a měl lví podíl na vítězství svého týmu 4:0.
EURO 2016
Nechyběl ani ve výběru trenéra Ante Čačiče pro EURO 2016, kde chorvatský národní tým nastoupil v základní skupině D proti Turecku, Španělsku a také české reprezentaci. V prvním zápase proti Turecku Chorvatsko zvítězilo 1:0. Dále následovaly zápasy s Českem (skončilo nerozhodně 2:2), které bylo ovlivněno výtržnostmi chorvatských fanoušků, a proti Španělsku, který Chorvaté vyhráli 2:1. Chorvatsko tak postoupilo do osmifinále z první příčky a jeho soupeřem v něm bylo Portugalsko, s nímž prohrálo gólem Ricarda Quaresmy 0:1 v prodloužení. V tomto turnaji se Mario gólově neprosadil.